# 스프링 팜
스프링 팜(Spring Farm)은 오스트레일리아 사우스오스트레일리아주의 도시이다. 네피안 강 동쪽에 있으며, 최근까지는 주로 와이너리와 변전소, 스프링팜 첨단자원회수시설이 있는 농지였으나 현재는 교외 재개발이 한창이다.

## 역사
초기 영국 정착민들과의 관계는 우호적이었지만 농부들이 이 지역의 식량 자원에 영향을 미치는 땅을 개간하고 울타리를 치기 시작하면서 서로 간의 충돌이 발생하여 1816년까지 많은 원주민이 학살되고 나머지는 정착민과의 직접적인 충돌에서 물러났다.

## 랜드마크

### 스프링스 호수
스프링스 호수는 목재 판자 산책로와 피크닉 시설이 있는 스프링 팜의 인공 호수이다.

### 스프링 팜 애견 공원
스프링 팜 애견 공원은 스프링스 호수 옆에 위치한 애견 공원이다. 2016년 7월에 개장하였다.

## 교육
스프링 팜에는 공립학교가 하나 있다. 2016년에 만들어졌다.